# Прален (приход)
Прален (англ. Praslin) — бывший приход (единица административно-территориального деления) государства Сент-Люсия, располагавшийся в восточной части острова. Приход был объединён с приходом Мику в 2001 году.

## История
Английский исследователь Томас Уорнер послал капитана Джудли с 300—400 англичанами, чтобы основать поселение в заливе Прален, но в течение трёх недель они подвергались нападению карибов, пока немногие оставшиеся колонисты не бежали 12 октября 1640 года.